# تراپانی
شهر ترپانی (به ایتالیایی: Trapani) با جمعیت ۷۰٬۶۳۸ نفر در ناحیه سیسیل در کشور ایتالیا واقع شده‌است. این شهر همچنان یک بندر مهم ماهیگیری و دروازه اصلی به جزایر اگادی نزدیک است.

## اقتصاد
بسیاری از اقتصاد تراپانی هنوز به دریا بستگی دارد. ماهیگیری و کنسرو کردن صنایع اصلی محلی است، ماهیگیران با استفاده از روش ماتانزا برای گرفتن ماهی تن اقتصاد را رونق می‌دهند.

## نگارخانه

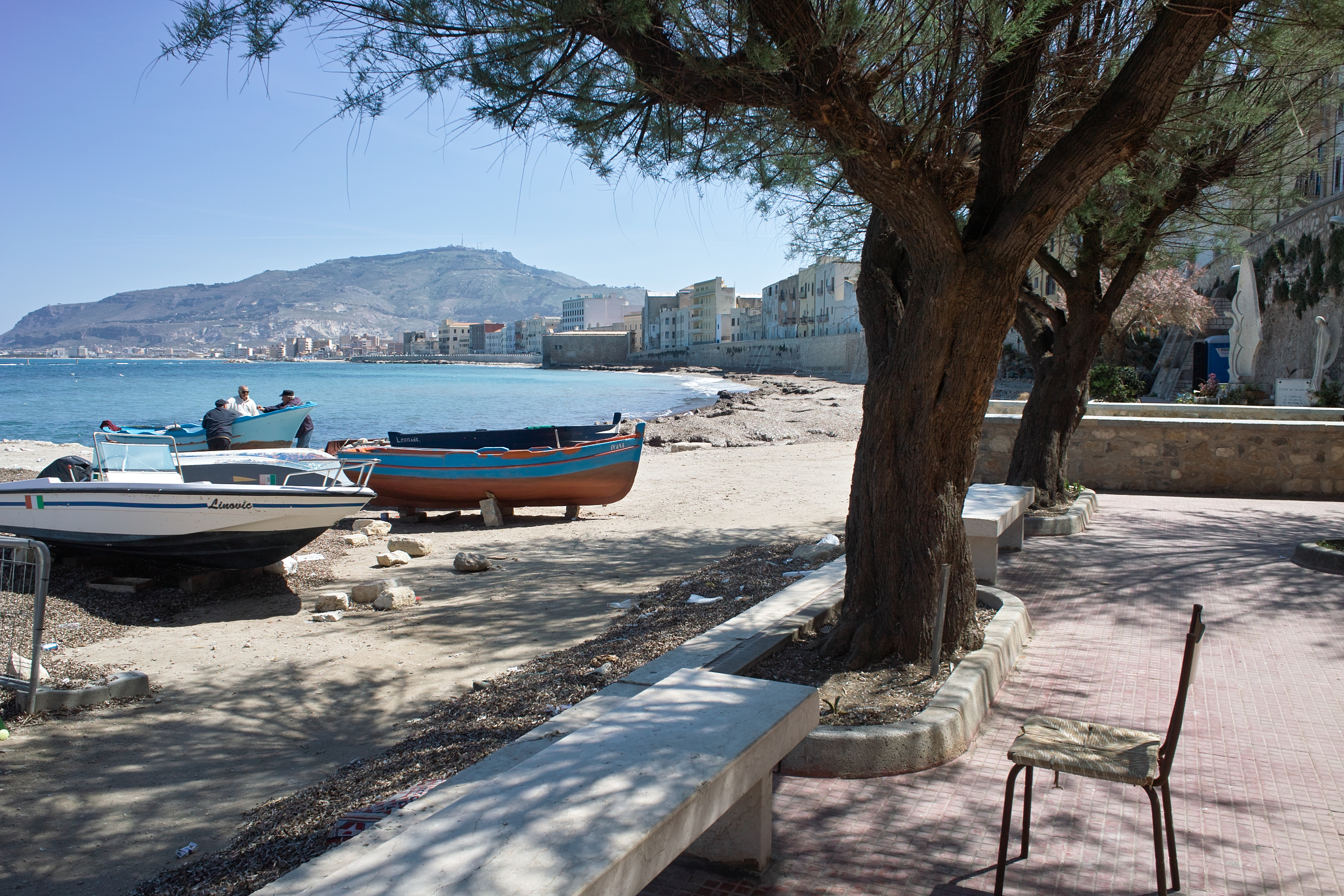
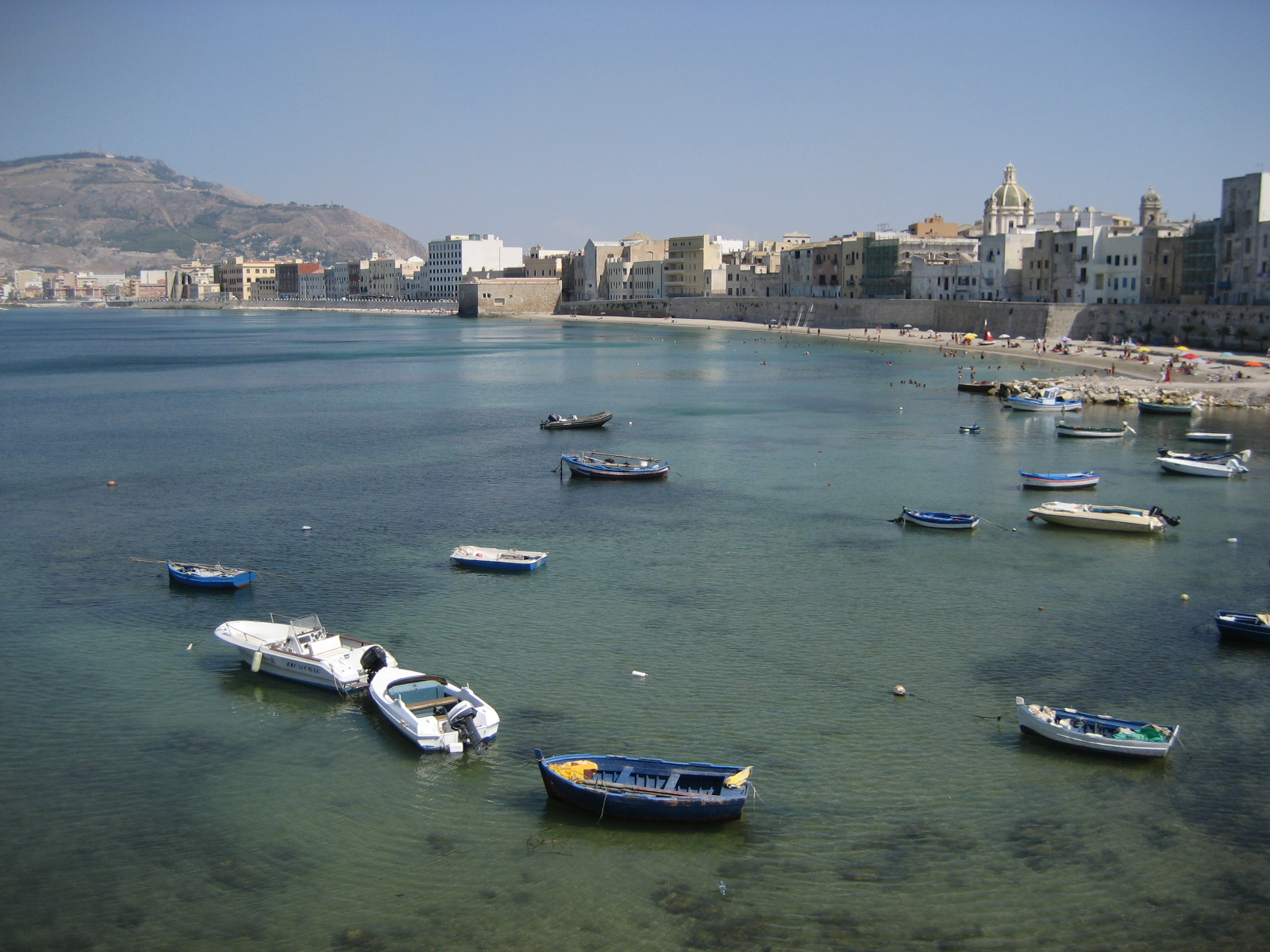
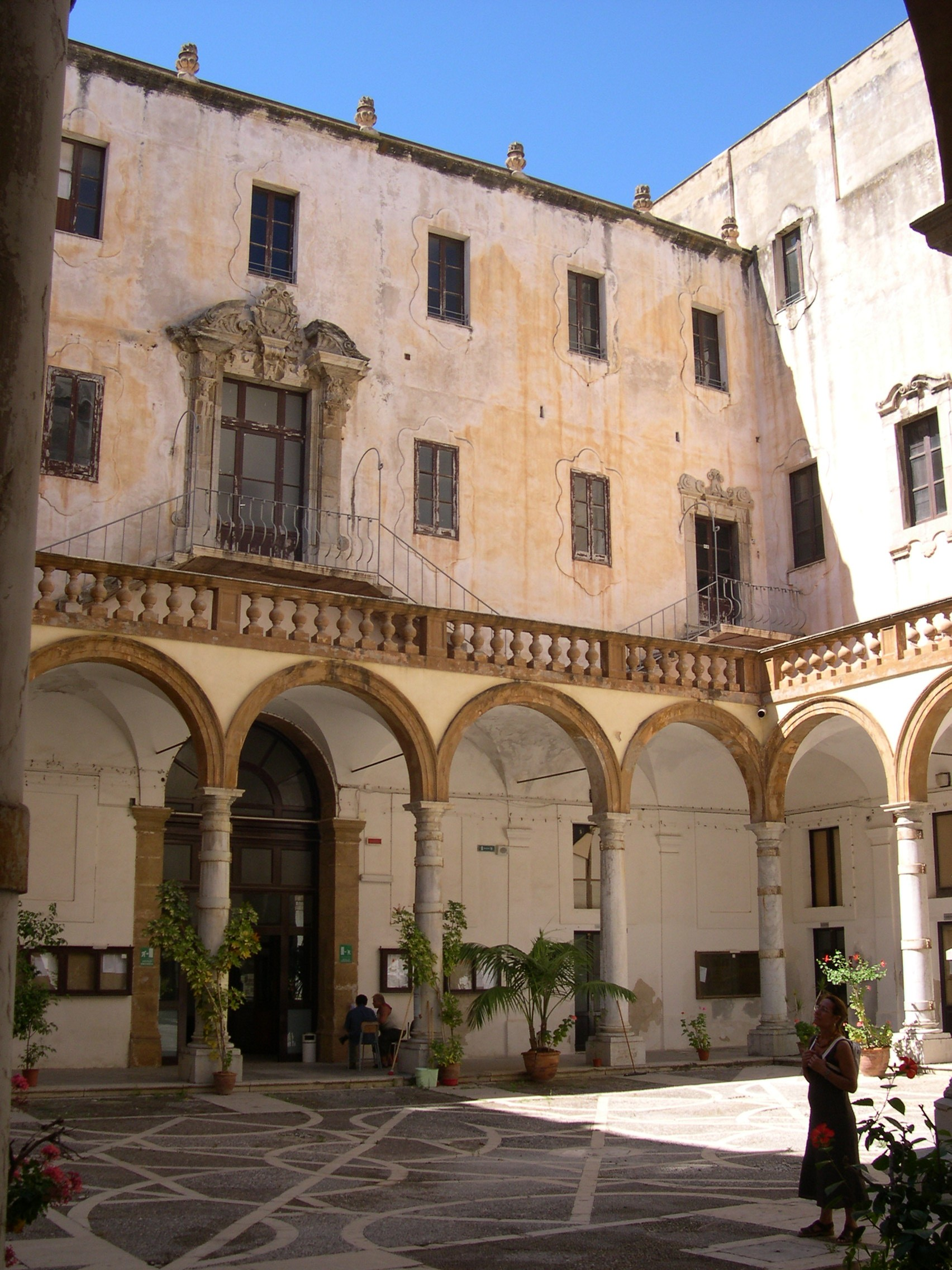
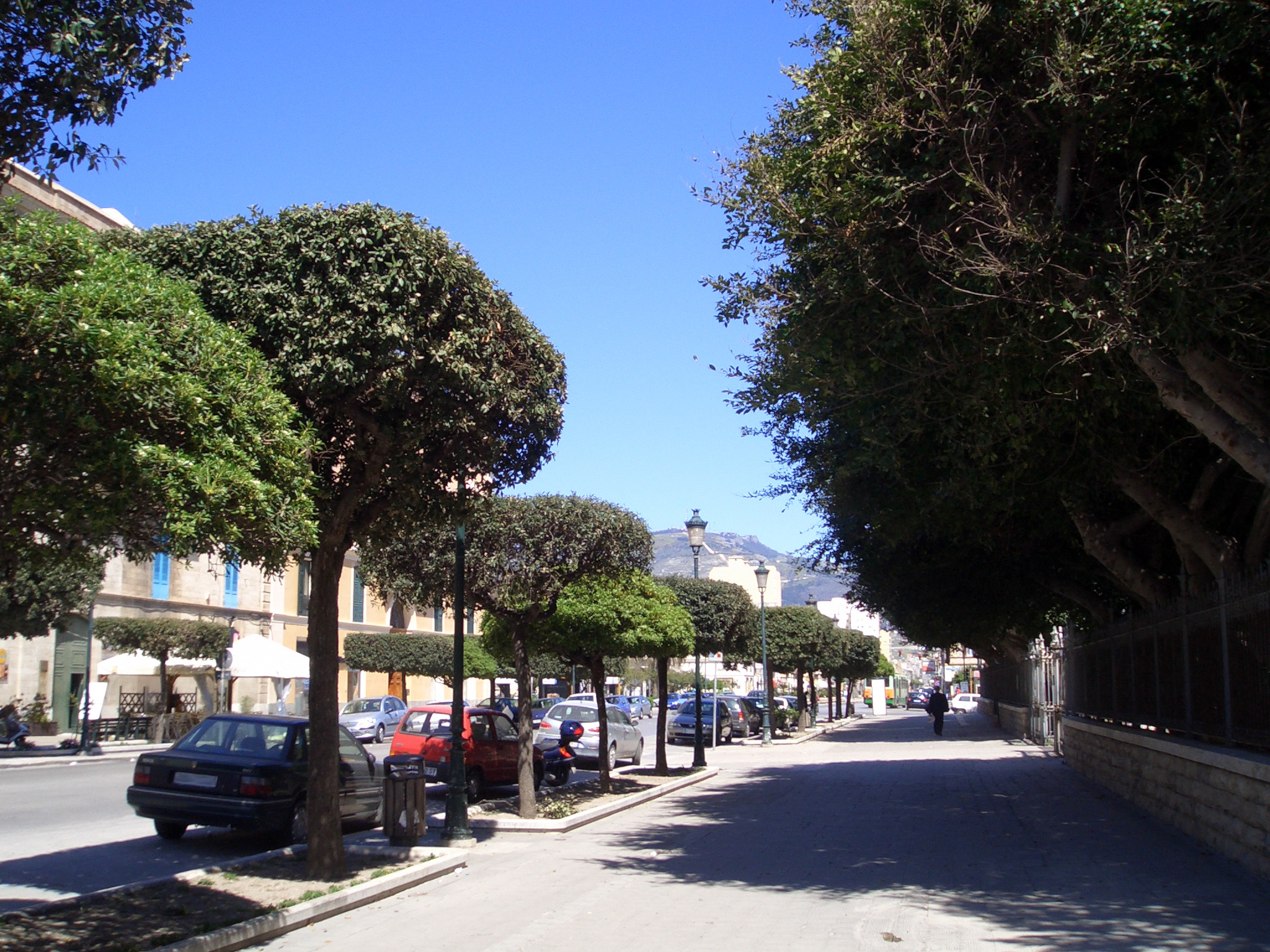
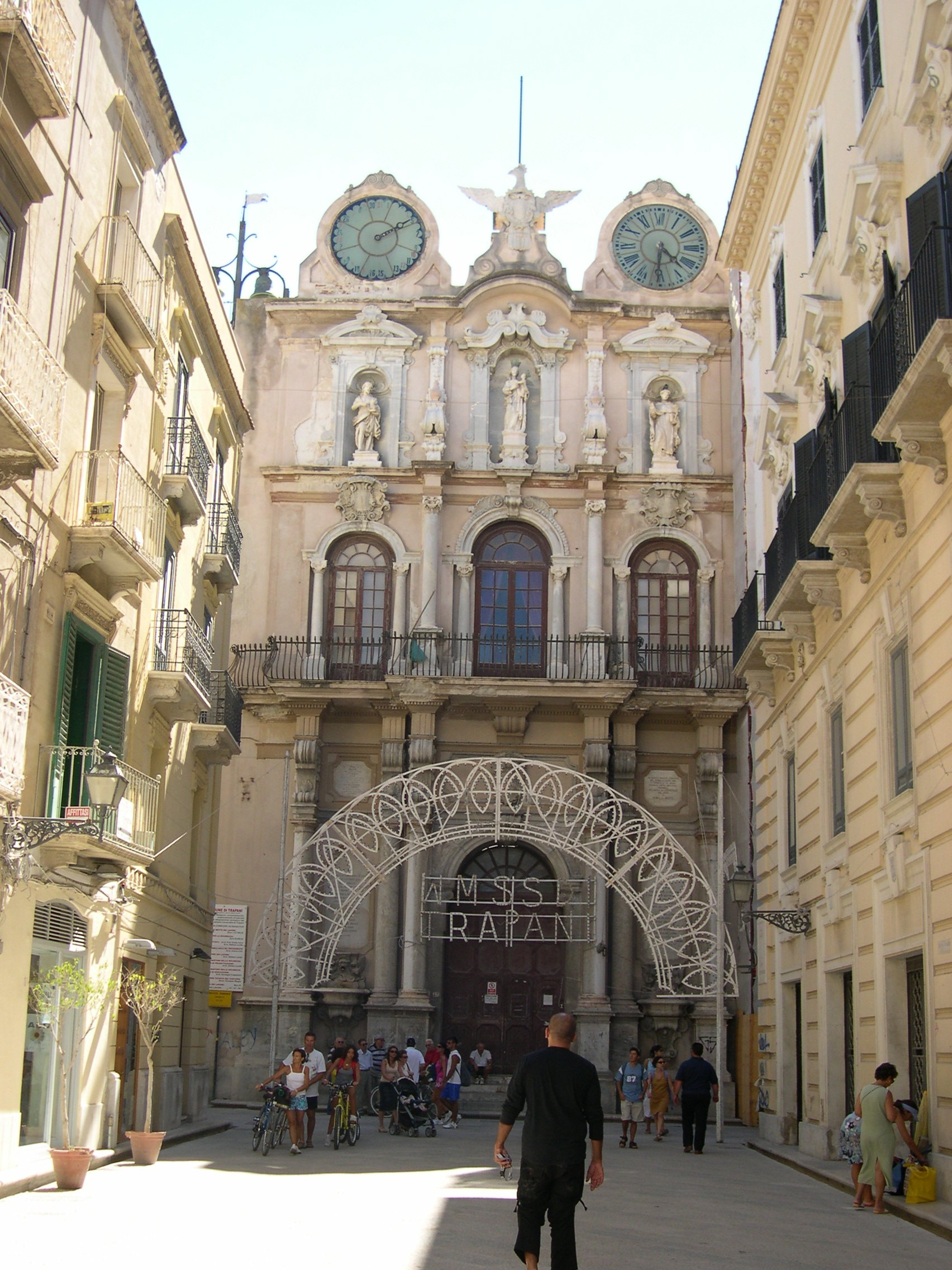
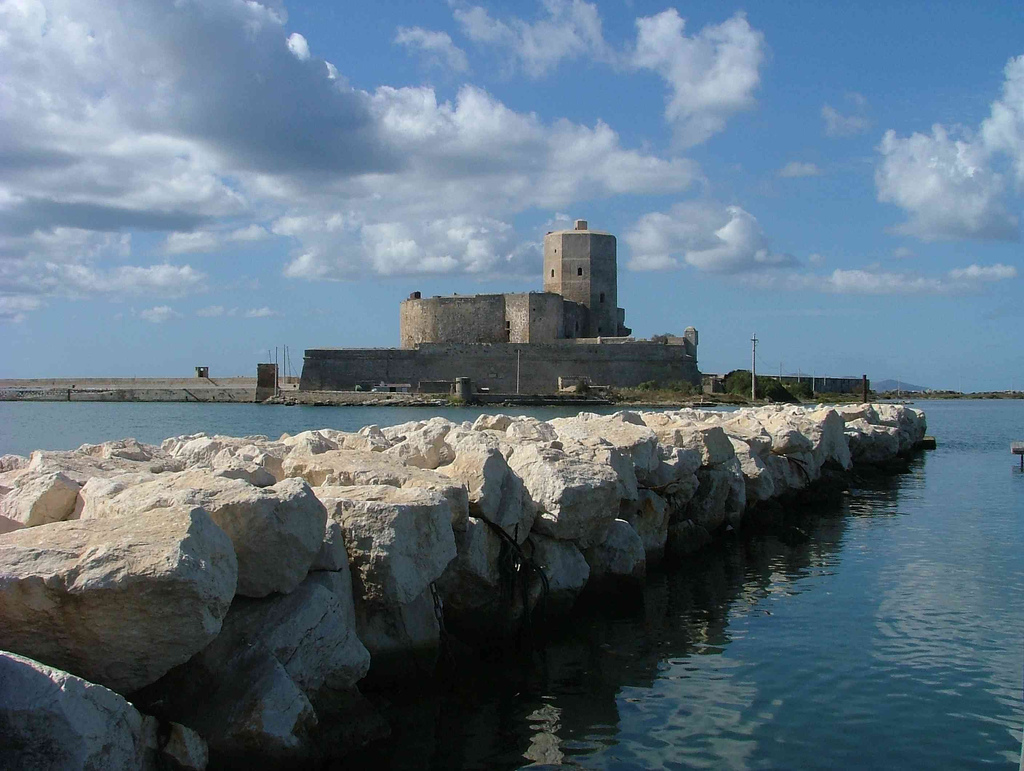
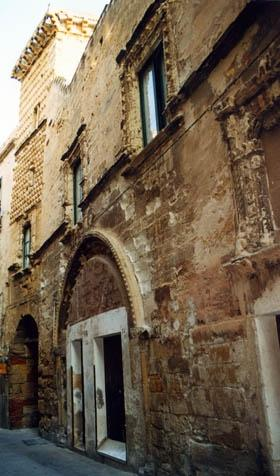
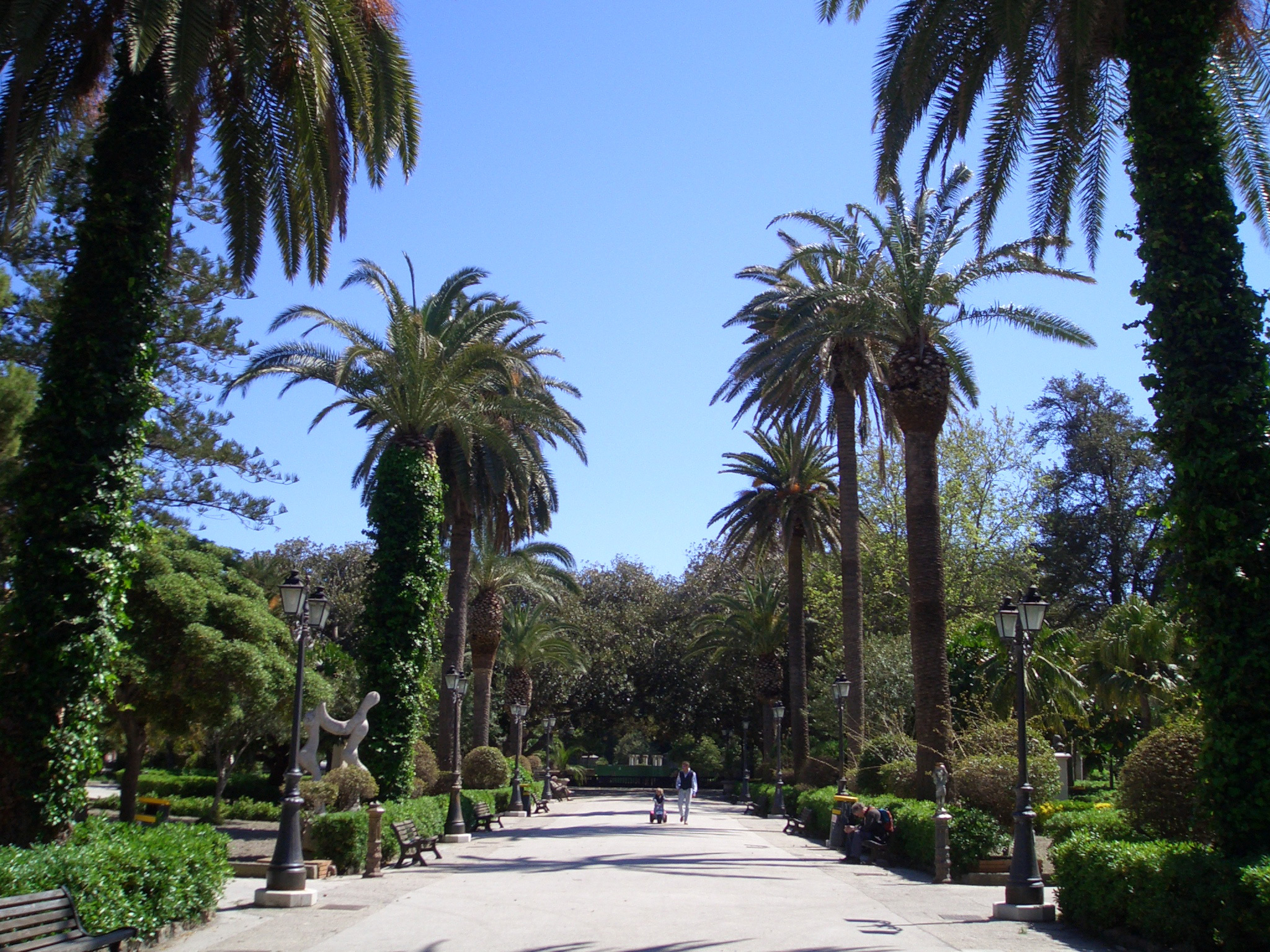
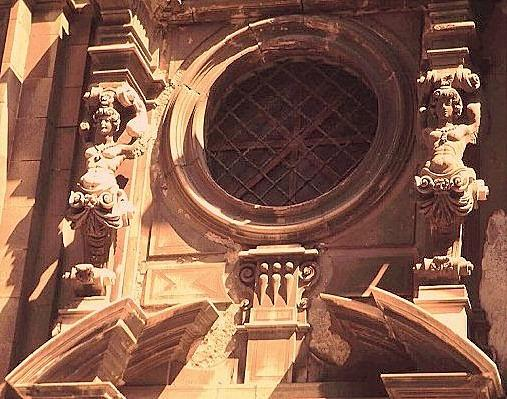
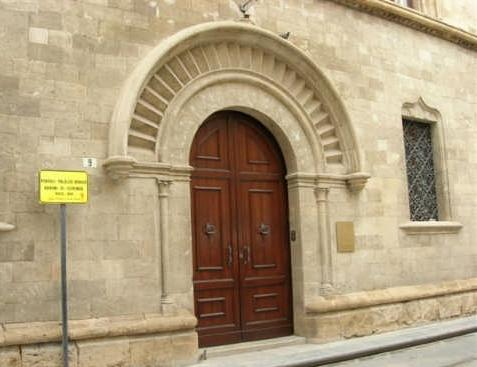
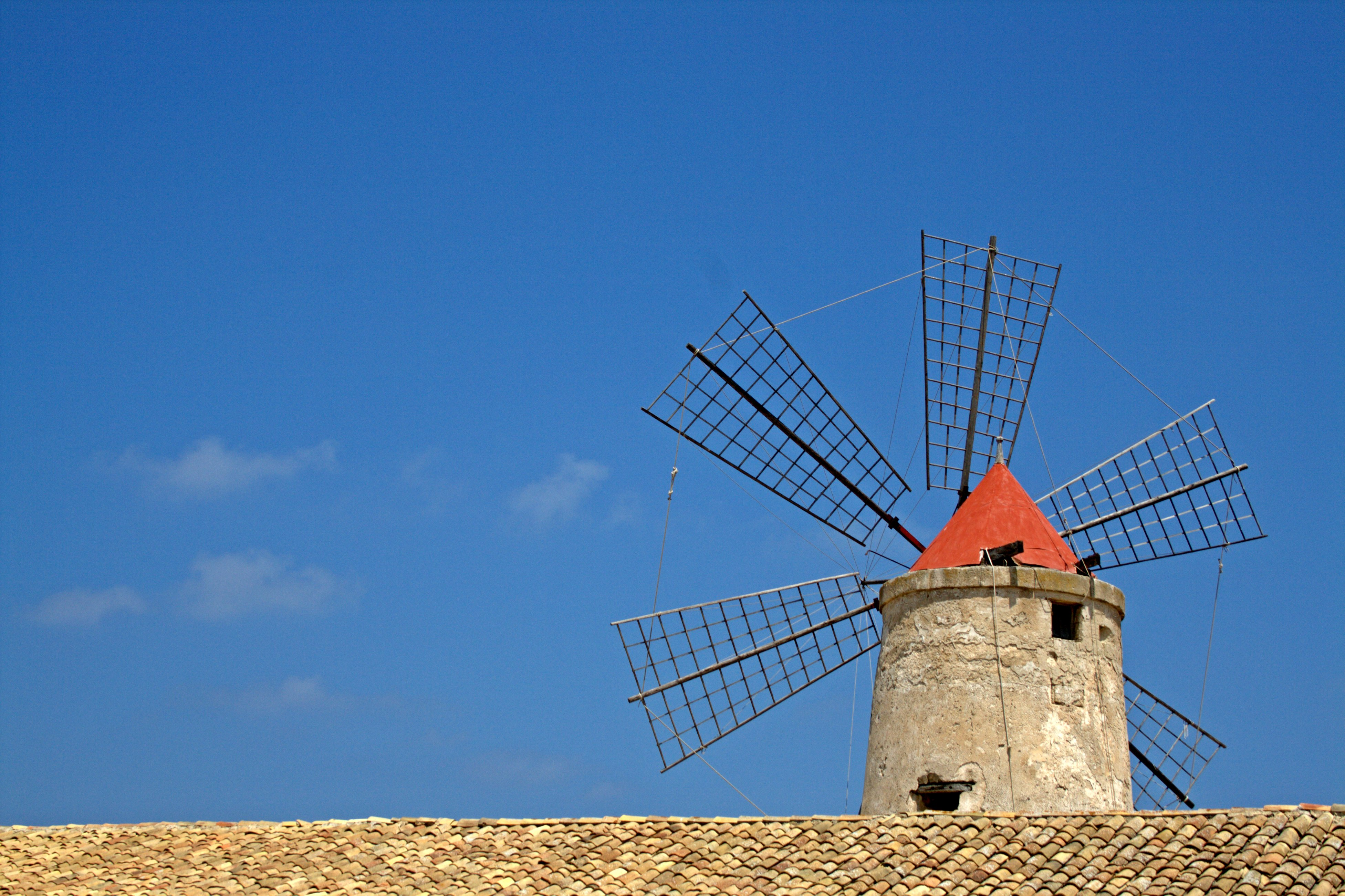
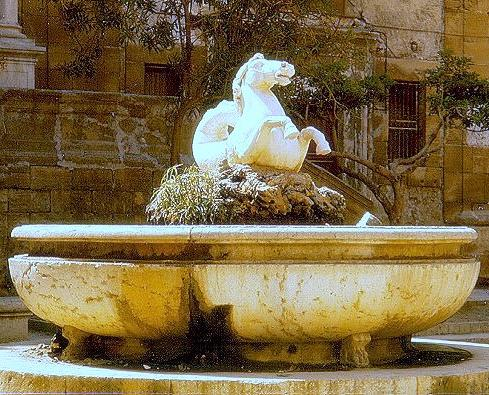